# Чередниченко, Фёдор Григорьевич
Фёдор Григорьевич Чередниченко — советский хозяйственный и политический деятель.

## Биография
Родился в 1937 году в Хасавюрте. Член КПСС.
Окончил Махачкалинский сельскохозяйственный техникум, Северо-Осетинский сельскохозяйственный институт.
В 1961—1965 гг. — главный инженер совхоза «Надтеречный» Чечено-Ингушской АССР.
В 1965—1975 гг. — главный инженер совхоза «Таганрогский» Неклиновского района Ростовской области.
В 1975—1977 гг. — инженер Ростовского областного треста свиной промышленности.
В 1977—1997 гг. — директор совхоза «Ростовский» Родионово-Несветайского района Ростовской области.
Избирался народным депутатом СССР (1989—1991). Делегат XXVII съезда КПСС.
Почетный гражданин Родионово-Несветайского района.
Живёт в Ростовской области.

## Награды
- Орден Трудового Красного Знамени (1982)
- Орден Знак Почёта (1975)